# فیستبال
فیستبال (به انگلیسی: Fistball) گونه‌ای ورزش توپ بالای تور اروپایی است. این ورزش شباهت زیادی به ورزش والیبال دارد با این تفاوت که بازی‌های آن در فضای باز و روی زمین چمن،در ابعادی بزرگتر انجام می‌شود.